# Trichestra persimilis
Trichestra persimilis är en fjärilsart som beskrevs av Max Wilhelm Karl Draudt 1950. Trichestra persimilis ingår i släktet Trichestra och familjen nattflyn. Inga underarter finns listade i Catalogue of Life.